# Aethecerus dispar
Aethecerus dispar là một loài tò vò trong họ Ichneumonidae.